# Peyton List
Peyton List (Boston, Massachusetts, 8 augustus 1986) is een Amerikaans actrice. Zij speelde wederkerende personages in onder meer As the World Turns, Day Break en Mad Men. Ze maakte haar filmdebuut in 2005 als Sarah Wallis in de historische golffilm The Greatest Game Ever Played.

## Filmografie
*Exclusief televisiefilms
- Meeting Evil (2012)
- Low Fidelity (2011)
- Deep Winter (2008)
- Shuttle (2008)
- The Greatest Game Ever Played (2005)

## Televisieseries
*Exclusief eenmalige gastrollen
- Gotham - Poison Ivy (2018-2019)
- Frequency - Raimy Sullivan (2016-2017)
- The Flash - Lisa Snart/Golden Glyder (2015, drie afleveringen)
- The Tomorrow People - Cara Coburn (2013-2014, 22 afleveringen)
- Mad Men - Jane Siegel (2008-2013, vijftien afleveringen)
- 90210 - Lindsey Beckwith (2012, vier afleveringen)
- Smallville - Lucy Lane (2005-2010, twee afleveringen)
- FlashForward - Nicole Kirby (2009-2010, 22 afleveringen)
- Big Shots - Cameron Collinsworth (2007-2008, elf afleveringen)
- Day Break - Ava (2006, drie afleveringen)
- Windfall - Tally Reida (2006, elf afleveringen)
- As the World Turns - Lucinda Marie 'Lucy' Montgomery (2001-2005, 313 afleveringen)